# Chimarra augusta
Chimarra augusta là một loài Trichoptera trong họ Philopotamidae. Chúng phân bố ở miền Tân bắc.